# Туловище

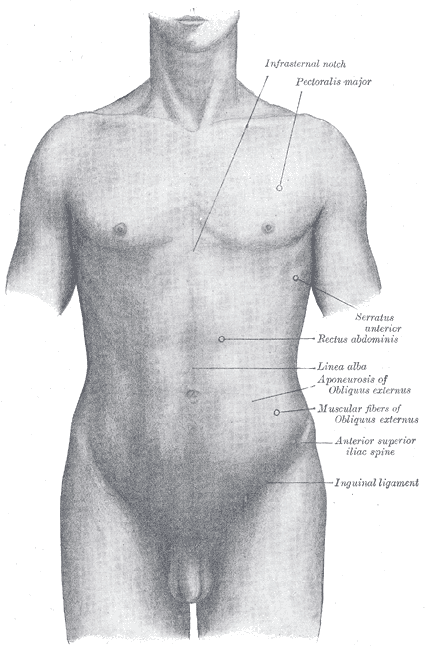
Мужское туловище

Ту́ловище (лат. truncus «ствол»)  — центральная в анатомическом отношении часть тела животных, исключая голову с шеей, конечности и хвост. У людей туловище также называется торсом (итал. torso, от др.-греч. θυρσος — побег, ветка).

## Части
Туловище делится на четыре части:
- Грудная клетка (лат. Thorax).
- Живот (лат. Abdomen).
- Спина (лат. Dorsum).
- Таз (лат. Pelvis).

Отдельные части делятся далее на области (Regiones pectoris, Regiones abdominis, Regiones dorsi и Regiones pelvis).
Наиболее узкой (в норме) частью туловища является талия.
Внутри туловища находятся наиболее важные органы: сердце и лёгкие — в грудной клетке, органы пищеварения — в животе, репродуктивные органы — в тазу.